# グロージャーの法則
グロージャーの法則は、ある種の恒温動物の中ではより湿った環境（例えば赤道近く）にいるものほどより重い色をした形態が見られるという生態地理的法則。この名前は1833年に気候と鳥類の羽色の共分散の調査でこの現象について述べた動物学者のコンスタンティン・ヴィルヘルム・ランベルト・グロージャーに由来する。エルヴィン・シュトレーゼマンはこの考えがすでにパラスにより1811年にZoographia Rosso-Asiaticaで表現されていると指摘している。グロージャーはより湿度の高い生息地にいる鳥はより乾燥している地域の親戚よりも暗い色になる傾向があることを発見した。52種の北米にいる鳥類の90%以上がこの法則に適合している。
鳥類の場合のグロージャーの法則の1つの説明には、Bacillus licheniformisのような羽毛を分解する細菌に対して暗い色の羽での抵抗力の増加があると思われる。湿度の高い環境の羽は細菌の負荷が大きく、微生物の生育に適している。暗い色の羽毛や毛は壊れにくい。より弾力のあるユーメラニン（黒褐色から暗褐色）は高温多湿の地域で堆積し、乾燥地域ではフェオメラニン（赤褐色から砂色）が保護色の恩恵により優勢となる。
哺乳類のうち、赤道・熱帯地域では極の近い種よりも肌の色が暗くなる傾向が顕著である。この場合、潜在的な原因はおそらく、低緯度でより強い太陽紫外線放射からより良く保護する必要があることである。しかし、ビタミン、特にビタミンD（骨軟化症参照）の製造には一定の紫外線を吸収する必要がある。
この法則は人の間でもありありと実証されている。赤道に近い日の良く当たる環境で進化した人々は赤道から遠く離れた人々よりも暗い色になる傾向がある。しかし、例外はあり最も有名なのはチベット民族とイヌイットである。彼らは本来の緯度から予測されるよりも肌が暗い。第1の場合では、明らかにチベット高原での非常に高い紫外線照射への適応が原因であり、第2の場合では、紫外線照射を吸収する必要性がビタミンDが豊富なイヌイットの食生活により緩和されていることが理由である。

## 関連書物
- Burtt, Edward H. Jr.; Ichida, Jann M. (2004). “Gloger's Rule, feather-degrading bacteria, and color variation among Song Sparrows” (PDF, 0.1 MB). The Condor 106 (3):  681–686. doi:10.1650/7383. ISSN 0010-5422.
- Ember, Carol R.; Ember, Melvin; Peregrine, Peter N. (August 2001). Anthropology (10th ed.). Prentice Hall. ISBN 978-0-13-091836-9. LCCN 2001-33927. OCLC 47018472
- Gloger, Constantin Wilhelm Lambert (1833). “§. 5. Abänderungsweise der einzelnen, einer Veränderung durch das Klima unterworfenen Farben” (German). Das Abändern der Vögel durch Einfluss des Klimas [The Evolution of Birds Through the Impact of Climate]. Breslau: August Schulz. pp. 11–24. ISBN 978-3-8364-2744-9. OCLC 166097356
- Stresemann, Erwin; Epstein, Hans J. (translator); Epstein, Cathleen (translator) (August 1975). G. William Cottrell. ed. Ornithology: from Aristotle to the present. Cambridge, MA: Harvard University Press. p. 70. ISBN 978-0-674-64485-4. LCCN 74-25035. OCLC 1499768
- Zink, RM; Remsen, JV (1986). “Evolutionary processes and patterns of geographic variation in birds”. Current Ornithology 4:  1–69.